# City of Darwin
Darwin är en region i Australien.   Den ligger i delstaten Northern Territory, i den norra delen av landet, 3 100 km nordväst om huvudstaden Canberra. Antalet invånare är 81 670.
Följande samhällen finns i Darwin:
- Darwin
- Leanyer
- Stuart Park
- Nightcliff
- Larrakeyah
- Fannie Bay
- Parap
- Ludmilla
- The Gardens